# Гамильтон, Уильям (дипломат)
Сэр Уильям Дуглас Гамильтон (англ. Sir William Douglas Hamilton; 13 декабря 1730, Хенли-он-Темс, Оксфордшир, Великобритания — 6 апреля 1803, Лондон) — британский дипломат, археолог и вулканолог. Супруг Эммы Гамильтон. Член Общества дилетантов, созданного с целью изучения античного искусства, знаменитый коллекционер.

## Биография
Гамильтон был четвёртым сыном лорда Арчибальда Гамильтона (1673—1754), губернатора Ямайки, седьмого сына Анны Гамильтон, 3-й герцогини Гамильтон — и леди Джейн Гамильтон, дочери Джеймса Гамильтона, 6-го графа Аберкорна. Как и положено молодым людям его сословия, Уильям Гамильтон поступил на службу в британскую армию и прослужил в ней с 1747 по 1758 годы. Гамильтон уволился из армии, женившись в 1758 году на Кэтрин Барлоу, дочери члена парламента Хью Барлоу. Брак оказался бездетным. Кэтрин умерла 25 августа 1782 года. Его родители были связаны с королевской семьей, поэтому Уильям вырос в тесной дружбе с будущим королем Георгом III. С 1764 по 1799 года Гамильтон состоял чрезвычайным посланником Великобритании при дворе Бурбонов в Неаполе. В 1772 году Уильям Гамильтон был посвящен в рыцари.
В 1786 году сэр Уильям познакомился в Неаполе с возлюбленной своего племянника Эммой Лайон. Он был очарован этой женщиной, которая, по некоторым сведениям, зарабатывала себе на жизнь эротическими танцами. О своих визитах в дом Гамильтона, где Эмма давала свои представления, Гёте рассказал в своём «Путешествии в Италию». 6 сентября 1791 года сэр Уильям женился на 26-летней Эмме, чем вызвал в обществе большой скандал. Леди Гамильтон впоследствии стала возлюбленной знаменитого британского вице-адмирала Горацио Нельсона .
В 1796 году Гамильтон подал в отставку, но не получал подтверждения до конца 1799 года. Это было после того, как силы роялистов отвоевали королевство Бурбонов у революционной республики, и сэр Уильям получил шанс вернуться и снова увидеть Неаполь, город, в жизни которого он некогда играл важную  роль. Однако он вернулся в Лондон и вскоре скончался.

## Гамильтон — дипломат
Уильям Гамильтон сыграл важную роль в установлении союза Великобритании и Неаполитанского королевства посредством договора, подписанного 12 июля 1793 года. Согласно условиям этого договора, Неаполь предоставил 6000 человек для войны Великобритании против Франции. Неаполитанцы служили в Тулоне: англичане обороняли этот город против французской республиканской армии (в конце концов, в 1793 году, британцы и неаполитанцы были изгнаны из Тулона французскими войсками во главе с молодым капитаном артиллерии — Наполеоном Бонапартом.) Англичанам было разрешено использовать порт Неаполя в качестве базы, позднее они участвовали в спасении семьи Бурбонов и их эвакуации на Сицилию в период Неаполитанской республики 1799 года, как и вскоре после этого во время десятилетнего французского правления Неаполем при Мюрате.

## Гамильтон — учёный
Сэр Уильям Гамильтон был типичным «джентльменом-ученым» своего времени — дипломатом по основной профессии, но также страстным исследователем истории, искусства и естественных наук. Он был членом  Лондонского королевского общества. Его публикации в различных областях были значительными и ценными. Он изучал местную вулканическую и сейсмическую активность, причины землетрясений на территории неаполитанской Кампании. Результаты своих исследований он в качестве члена-корреспондента королевского общества направлял в Лондон.
Гамильтон опубликовал труд «Флегрейские поля» (Campi Flegrei) о крупном вулканическом районе, расположенном к западу от Неаполя на берегу залива Поццуоли. «Наблюдения за вулканами Обеих Сицилий», как они были переданы Лондонскому королевскому обществу (1776—1779), он опубликовал в сборнике «Философские труды Лондонского королевского общества» (Philosophical Transactions of the Royal Society of London, Vol. 73, 1783). Это было первое научное сообщение на английском языке о разрушительном землетрясении в Калабрии того же года. Отчет включал перевод письма, полученного им от графа Франческо Ипполито, с подробным описанием последствий катастрофы.

## Гамильтон — историк искусства и коллекционер
Гамильтон был страстным антикваром, археологом, знатоком  античного искусства и собирателем, главным образом италийской (тогда её считали этрусской или древнегреческой) вазописи. Он собирал краснофигурные расписные вазы,  бронзовые статуэтки,  терракотовые и мраморные рельефы и другие артефакты. В качестве археолога-любителя он участвовал в раскопках Геркуланума и  Помпей. За небольшой период времени сэр Гамильтон сумел приобрести несколько частных коллекций ваз и мраморных скульптур. Гамильтон  продавал многие из этих предметов за пределы Неаполитанского королевства, несмотря на то, что это было незаконно.
В Риме и Неаполе Уильям Гамильтон встречался с Иоганном Вольфгангом Гёте и Карлом Филиппом Морицем, на чьи впечатления от Италии он оказал большое влияние своими познаниями в археологии. Гёте останавливался в доме Гамильтона на вилле Сесса (Sessa Cilento). В Неаполе Гамильтон познакомился с бароном  Д'Анкарвилем, писателем, археологом и коллекционером, вместе с которым составил большую коллекцию античных ваз из раскопок в Геркулануме и Помпеях.
На основе коллекции, собранной Гамильтоном, Д'Анкарвиль написал своё эссе об этрусских, греческих и римских древностях (Antiquités étrusques, grecques et romaines, tirées du cabinet du chevalier W. Hamilton. (En anglais et en français), Naples, 1766-67, 4 vol. in-fol. grand ouvrage sur les antiquités étrusques, grecques et romaines), изданное в Неаполе в 1766—1767 годах в 4-х томах «ин-фолио» на английском и французском языках и проиллюстрированное гравюрами.
В 1772 году коллекция расписных ваз Гамильтона была приобретена  Британским музеем в Лондоне за 8 тысяч гиней. Она включала 730 ваз, несколько сотен скульптур из терракоты, бронзы, барельефов, драгоценных камней, более 6 тысяч монет и различных жертвенных, сельскохозяйственных и бытовых предметов . Некоторое время, между 1778 и 1780 годами, в коллекции Гамильтона находилась знаменитая Портлендская ваза — чудо античного стеклоделия.
Вторая часть коллекции была потеряна в море, когда корабль, перевозивший её, затонул у островов Силли в декабре 1798 года.
Уильям Гамильтон оказывал помощь лорду Элгину (Элджину) в его уникальном предприятии по доставке в Англию рельефов и скульптур Парфенона Афинского акрополя — так называемых  мраморов Элгина. 
Четыре тома «Antiquités étrusques, grecques et romaines…» д'Анкарвиля, созданных на основе  коллекции Уильяма Гамильтона, напечатанных Франческо Морелли и обильно проиллюстрированных (с раскрашенными вручную гравюрами), представляют собой одно из самых красивых изданий об искусстве. Иллюстрации этого издания  оказали влияние на многих художников того времени, таких как  Анжелика Кауфманн и   Джозайя Веджвуд, который использовал их для своих фаянсовых изделий и «яшмовых масс» «à la cameo», чем в значительной степени способствовал развитию неоклассицизма в западноевропейском искусстве второй половины XVIII века.

## Иллюстрации издания «Pierre-François Hugues D’Hancarville. The Complete Collection of Antiquities from the Cabinet of Sir William Hamilton». 1766—1767

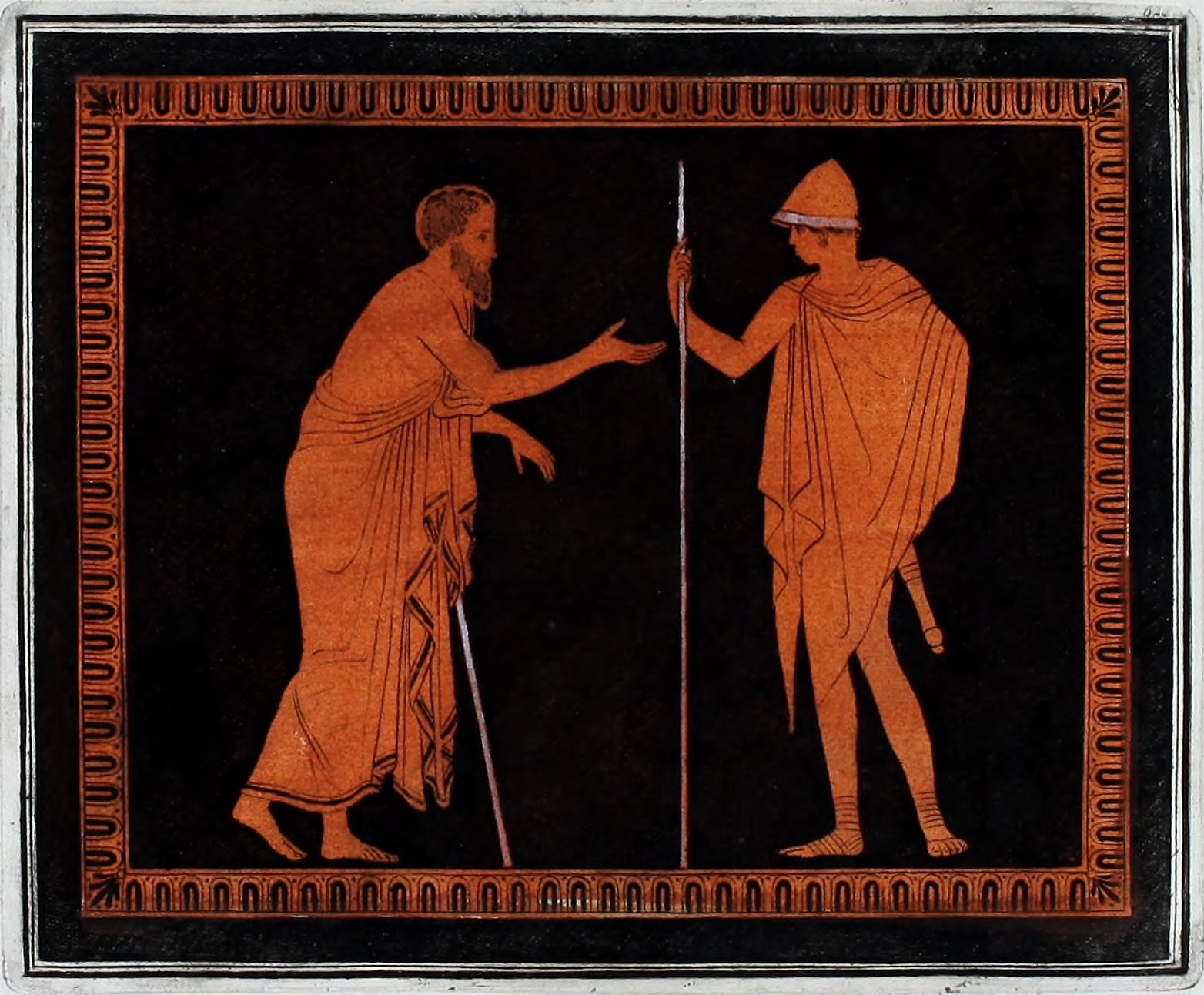
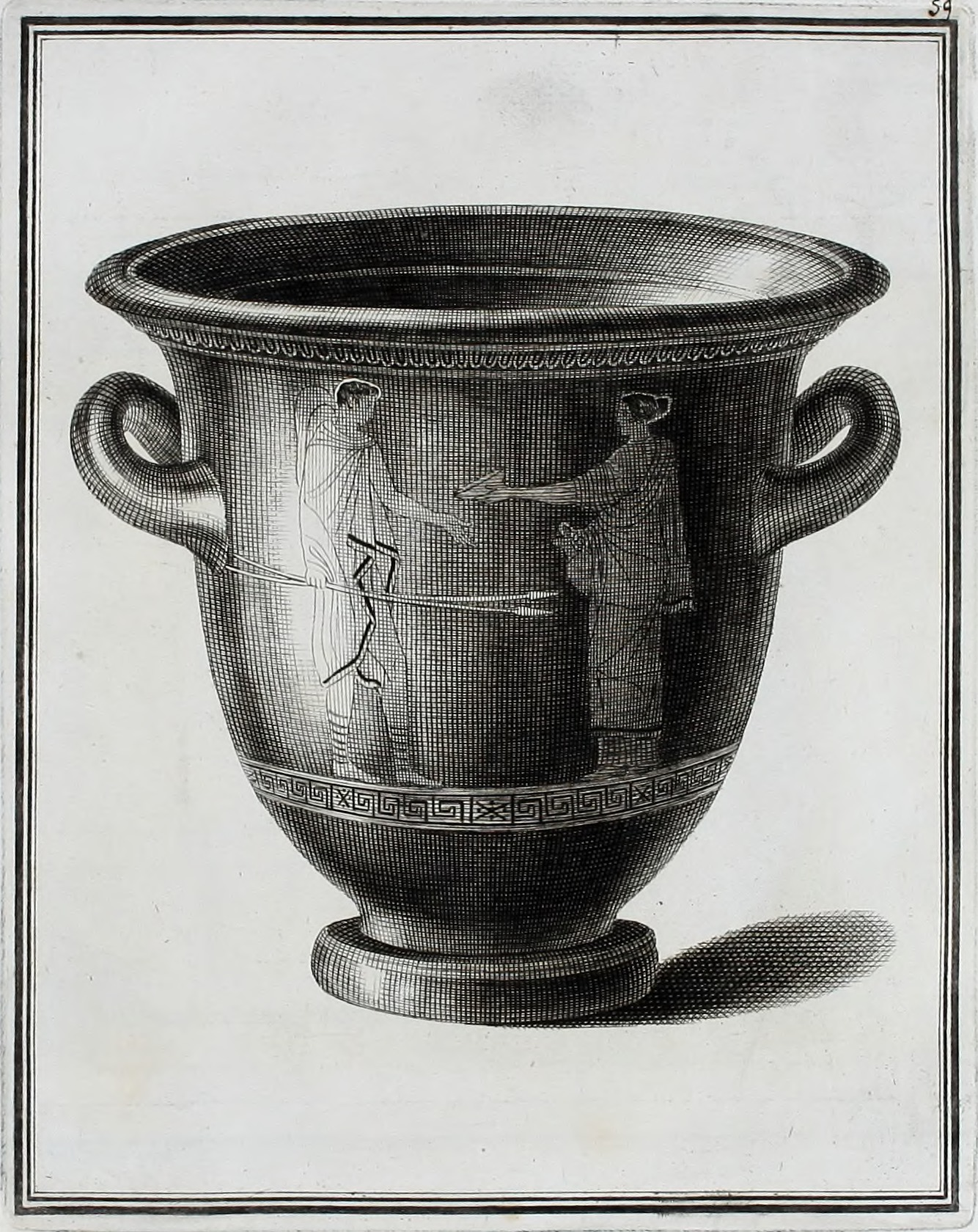
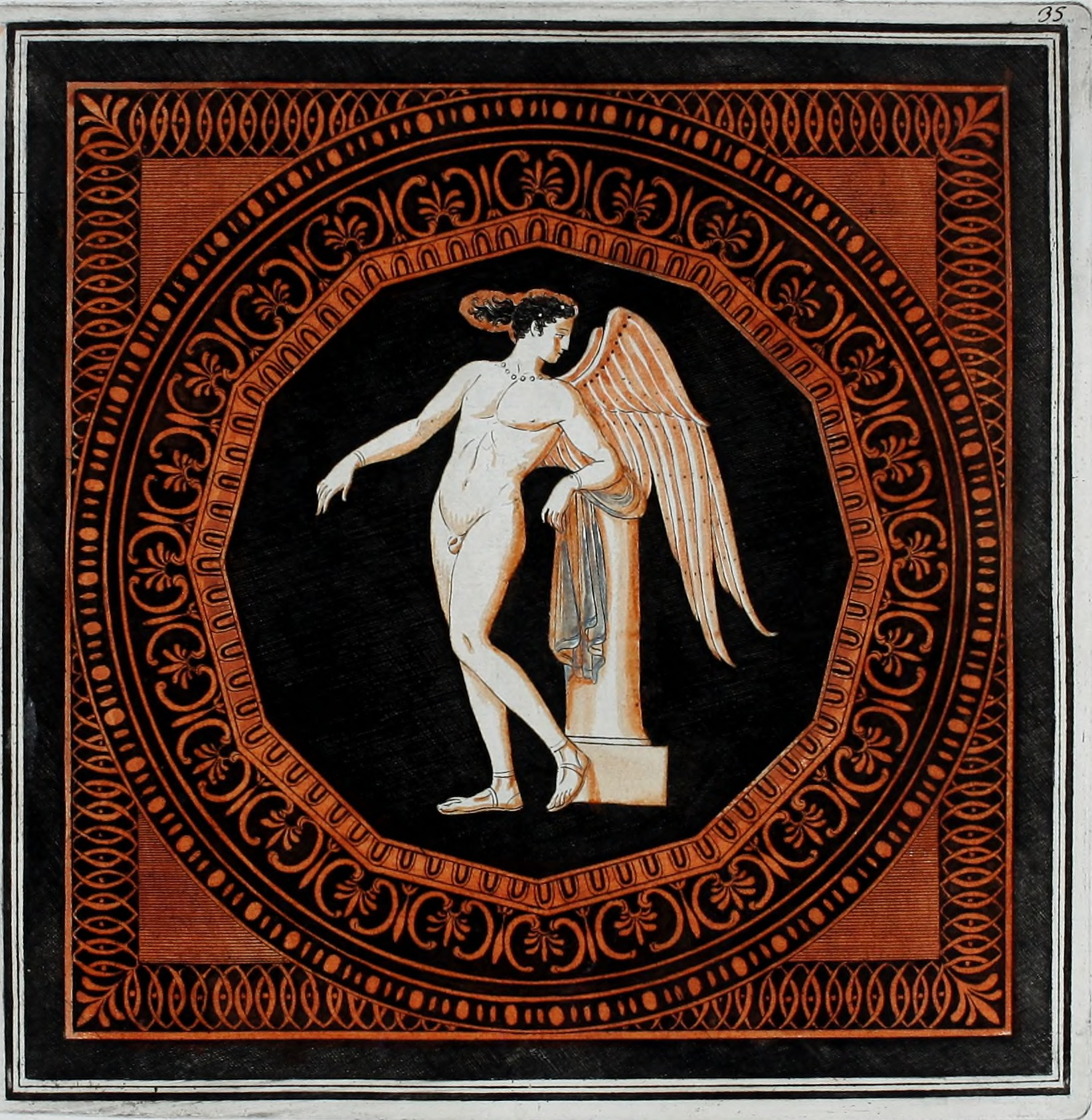
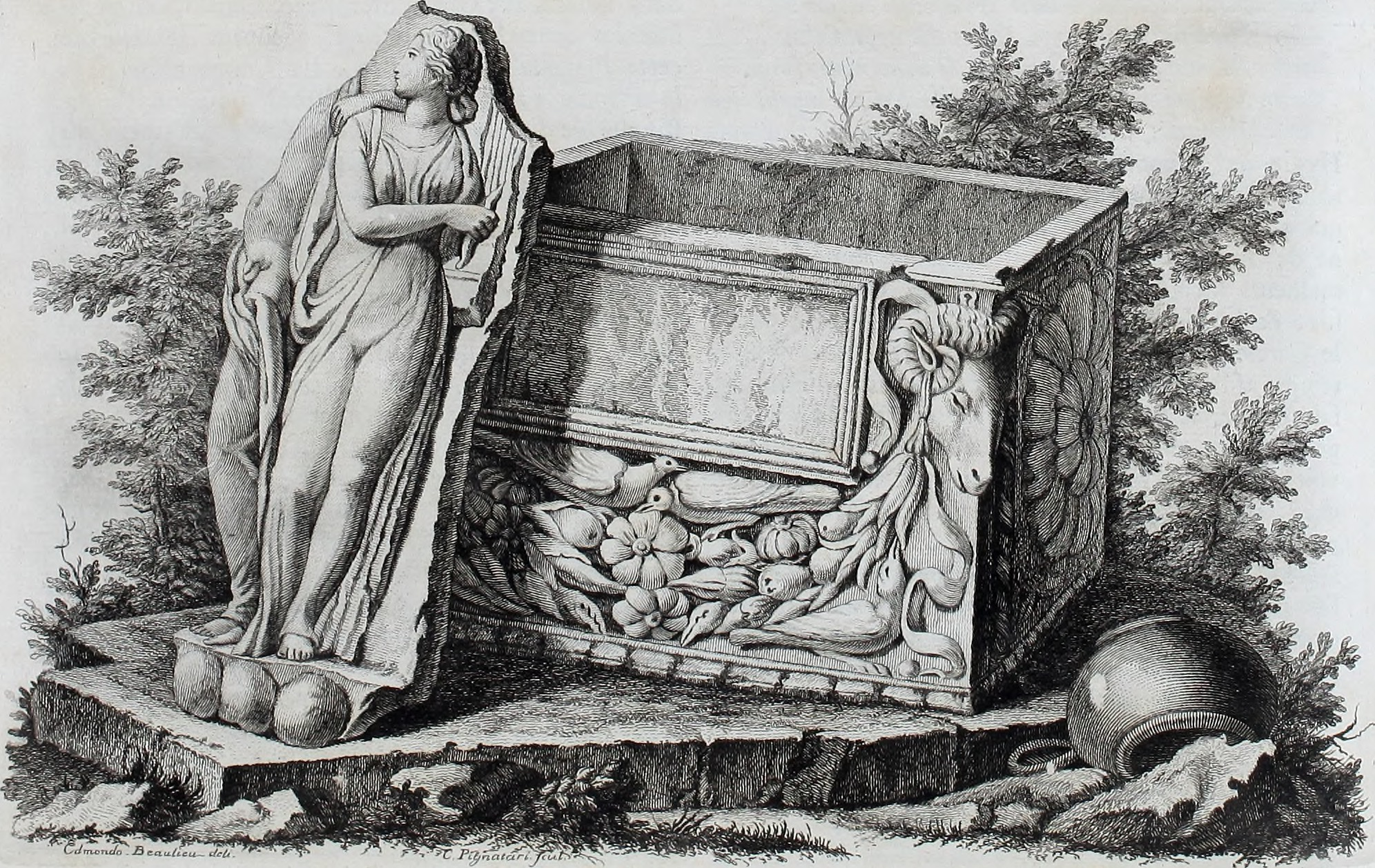
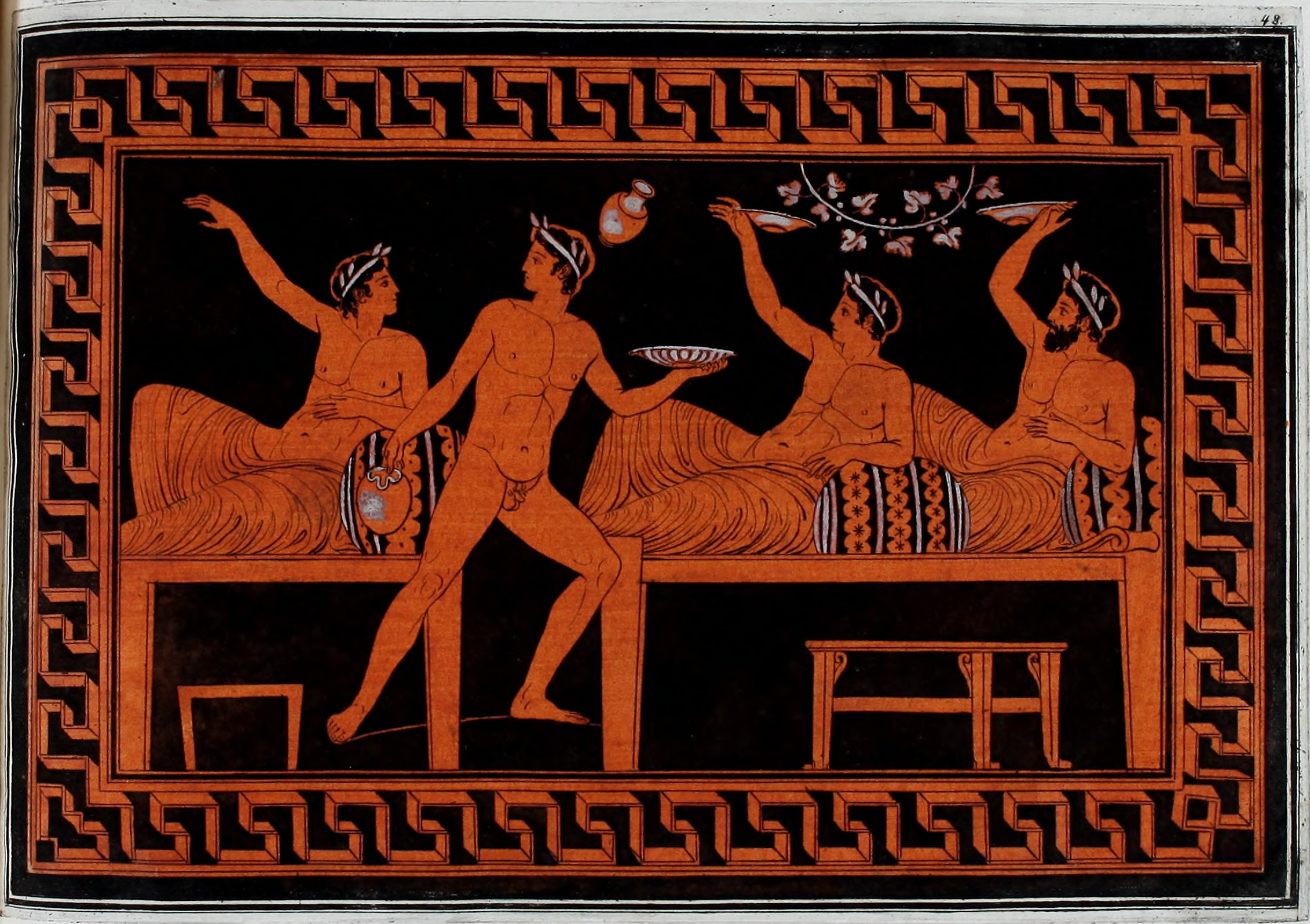
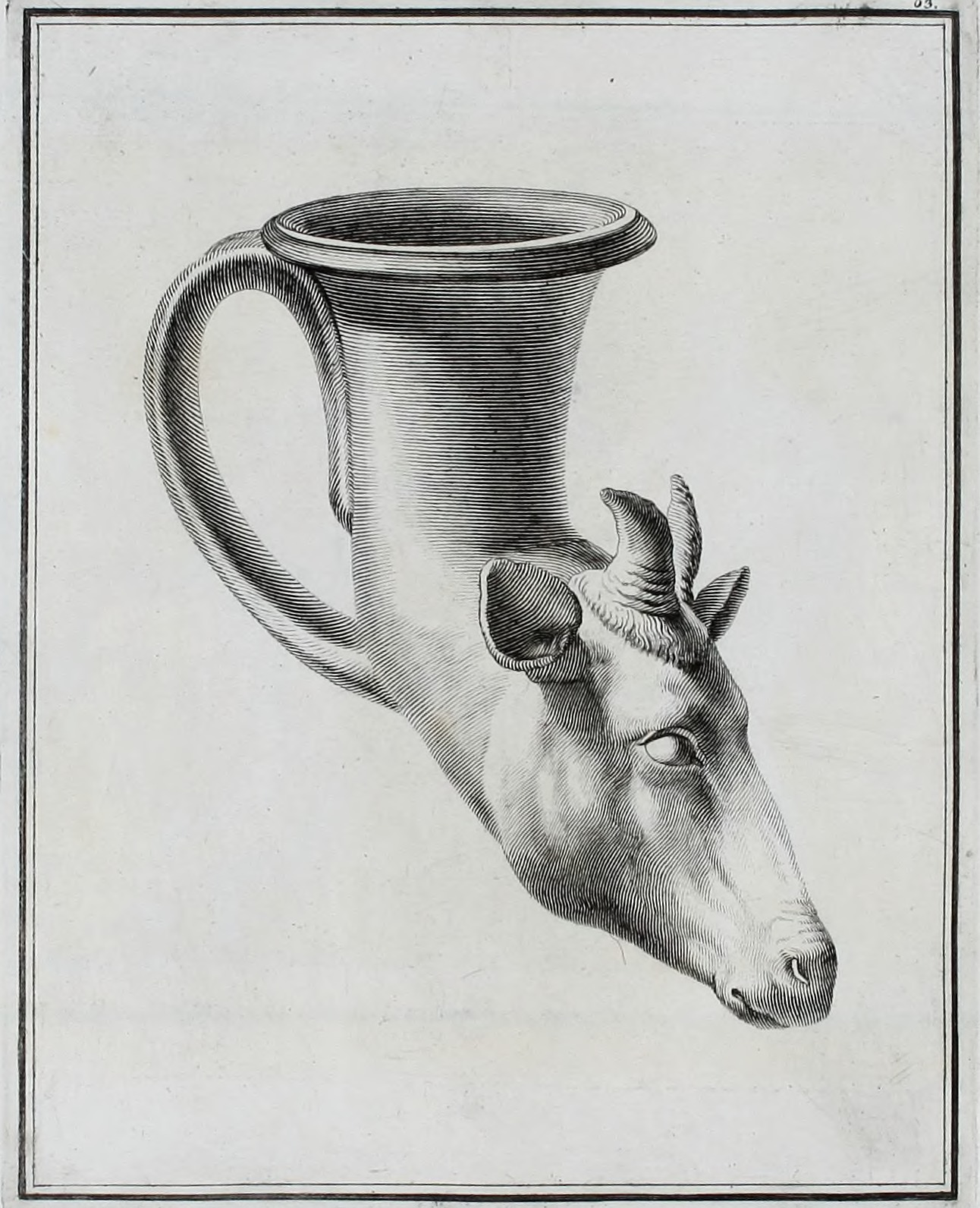
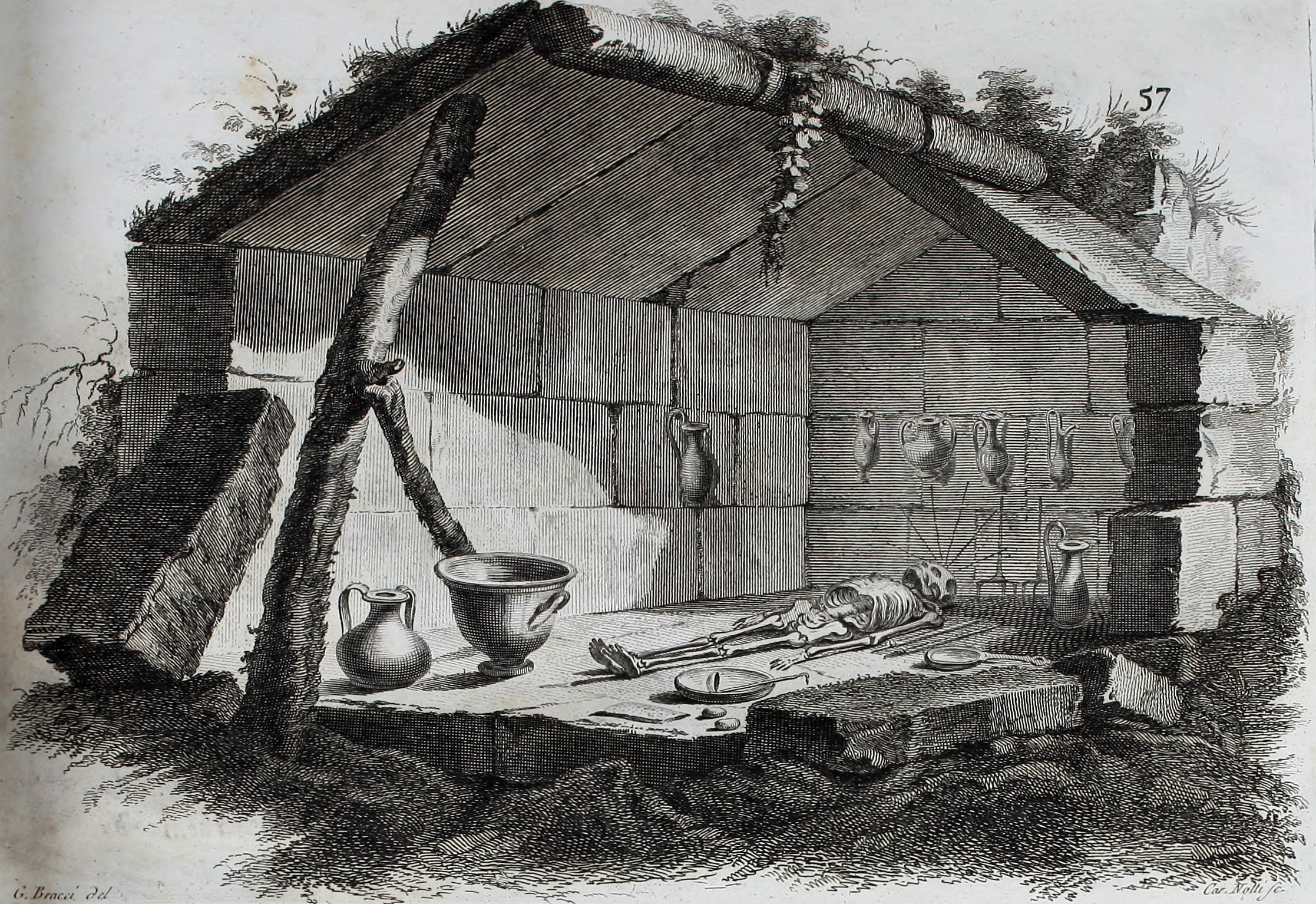
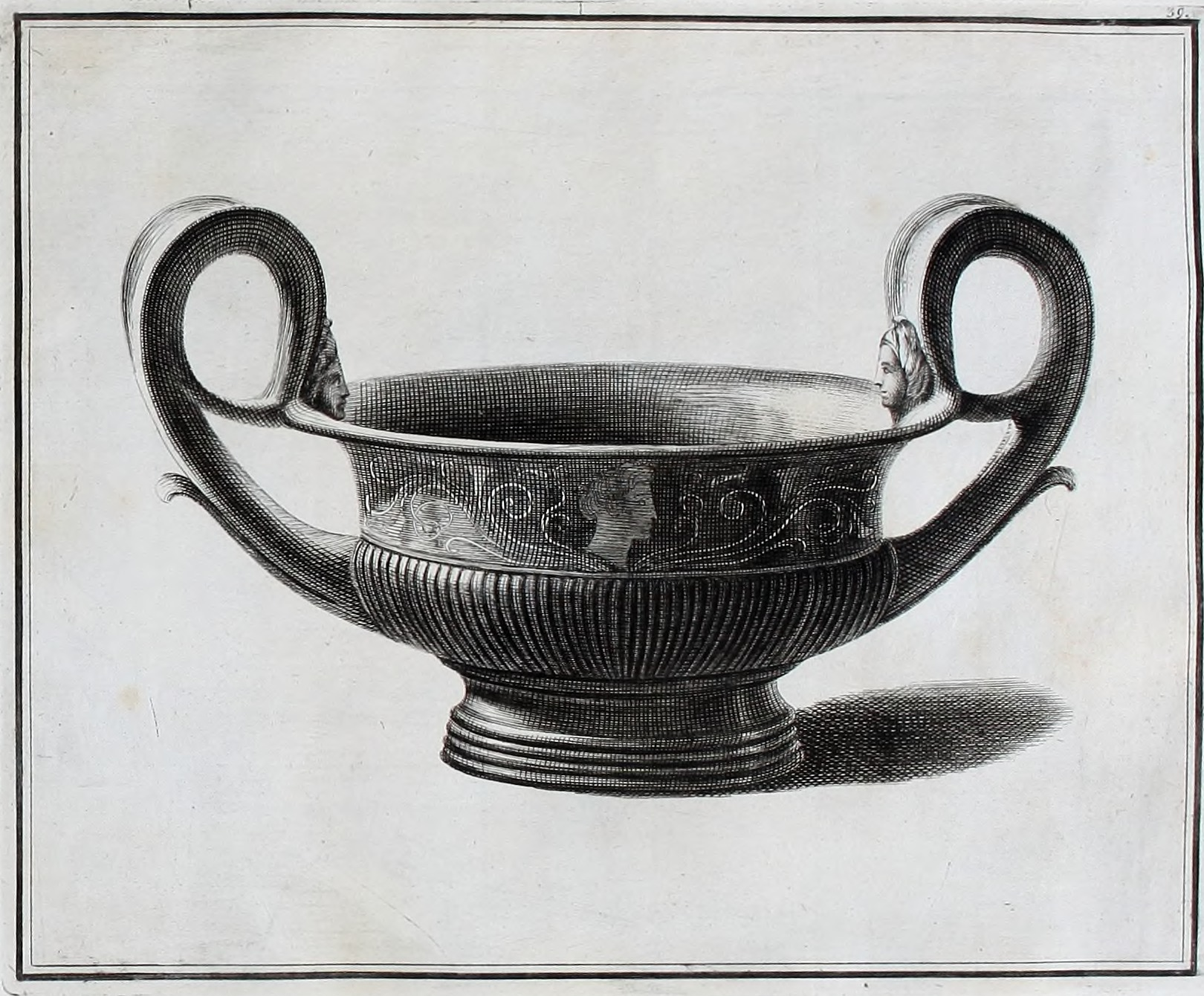

## Награды
- Медаль Копли (1770)

## Образ в кино
- Алан Маубрэй — ▪«Леди Гамильтон» (1941)
- Иосиф Толчанов — «Корабли штурмуют бастионы» (1953)
- Джон Миллс — ▪«Леди Гамильтон: Путь в высший свет» (1968)